# Altman Z-score
La fórmula Altman Z-score para predecir bancarrotas fue publicada en 1968 por Edward I. Altman cuando era Profesor Asistente de Finanzas en la New York University. La fórmula se usa para predecir la probabilidad de una empresa de caer en bancarrota en los próximos dos años. Los Z-scores se usan para predecir las quiebras empresariales y como una sencilla medida de control del estrés financiero de las compañías en los estudios académicos. La fórmula usa múltiples valores de los balances para medir la salud financiera de una compañía.

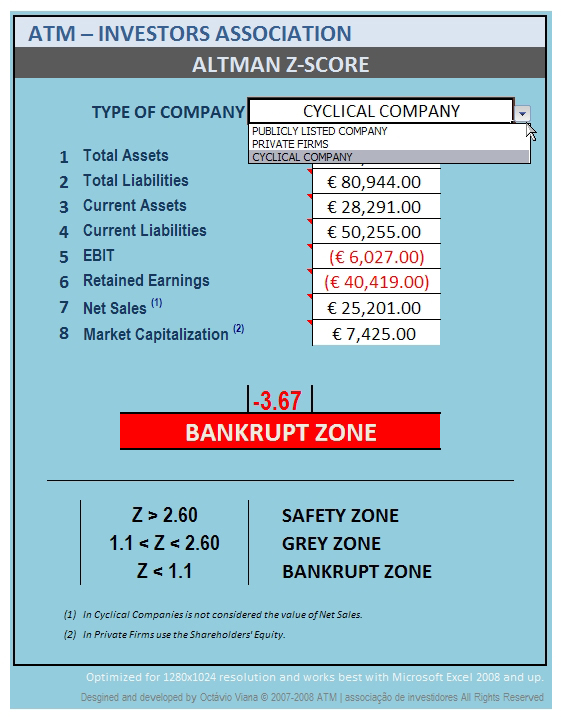
Ejemplo de una hoja de cálculo que usa el Altman Z-score para predecir la probabilidad de que una firma vaya a la bancarrota en dos años.

## La fórmula
El Z-score es una combinación lineal de cuatro o cinco ratios financieros comunes ponderados por coeficientes. Los coeficientes se calcularon identificando un conjunto de firmas que declararon bancarrota comparándolas con compañías de tamaño similar en su mismo campo.
Al principio Altman aplicó el método estadístico de análisis discriminante lineal a un conjunto de datos de fabricantes cotizados públicamente. Aunque después se recalculó basándose en grupos de datos para compañías privadas tanto en fabricación como en servicios.
El conjunto de datos original constaba de 66 firmas, la mitad de las cuales solicitaron la declaración de bancarrota (bankruptcy under Chapter 7). Todas eran fabricantes y se descartaron los negocios con activos inferiores a un millón de USD.
La fórmula Z-score original era:
Z=1.2X1 + 1.4X2 + 3.3X3 + 0.6X4 + 1.0X5.
X1=ratio de capital circulante sobre activos totales. Mide los activos líquidos en relación con el tamaño de la compañía.
X2=ratio de ganancias retenidas sobre activos totales. Mide rentabilidad y refleja la edad de la compañía y la capacidad de obtener ganancias.
X3=ratio de ganancias antes de impuestos sobre activos totales. Mide la eficiencia operativa excluyendo los impuestos y los factores de apalancamiento. Reconoce la importancia de las ganancias operativas para la viabilidad a largo plazo.
X4=ratio de capitalización bursátil sobre el valor contable del pasivo total. Añade una dimensión de mercado que puede mostrar una fluctuación del precio de la acción como una señal de alarma.
X5=ratio de ventas sobre activos totales. Medida estándar de la rotación de activos total (varía bastante con el tipo de industria).
Altman halló que el perfil para el grupo de bancarrota caía a una media de −0.25, mientras que el grupo de no bancarrota tenía una media de +4.48.

## Precedentes
El trabajo de Altman se basó en los estudios del investigador William H. Beaver y otros. En la década de 1930 Mervyn y otros recolectaron muestras emparejadas y comprobaron que varias ratios contables eran valiosas parar predecir las bancarrotas.
Altman Z-score es una versión de la técnica del análisis discriminante de R. A. Fisher (1936).
El trabajo de William Beaver publicado en 1966 y 1968 fue el primero en aplicar un método estadístico, test-T, para predecir la bancarrota de muestras emparejadas de firmas. Beaver aplicó este método para evaluar la importancia de cada una de las ratios basadas en análisis univariado, usando una ratio contable cada vez. La mejora principal de Altman fue la aplicación del método estadístico, el análisis discriminante, que podía tener en cuenta múltiples variables simultáneamente.

## Precisión y eficacia
En su prueba inicial, el Altman Z-score tuvo una precisión del 72% al predecir la bancarrota dos años antes del suceso, con error tipo II (falso negativo) del 6% (Altman, 1968).
En pruebas posteriores durante tres períodos, que cubrieron 31 años (hasta 1999), el modelo fue preciso entre un 80% y un 90% prediciendo la bancarrota un año antes del suceso, con un error tipo II (clasificando la firma en bancarrota cuando no va a la bancarrota) de aproximadamente un 15%-20% (Altman, 2000).
Algunos académicos criticaron el Altman Z-score por:

‘largely descriptive statements devoid of predictive content ... Altman demonstrates that failed and non-failed firms have dissimilar ratios, not that ratios have predictive power. But the crucial problem is to make an inference in the reverse direction, i.e., from ratios to failures.‘
‘afirmaciones fundamentalmente descriptivas sin contenido predictivo... Altman demuestra que firmas que quiebran y firmas que no quiebran tienen ratios diferentes, no que las ratios tengan fuerza predictiva. Pero el problema crucial es hacer la inferencia en sentido contrario, es decir, de las ratios a las quiebras.’
Johnson, C.G. 1970

Desde 1985 los Z-scores ganaron mucha aceptación entre los auditores, gestores contables, tribunales y sistemas de bases de datos usados para la evaluación de préstamos (Eidleman). La fórmula se ha usado en gran variedad de contextos y países, aunque fue diseñada originalmente para compañías manufactureras cotizadas públicamente con activos de más de un millón de USD. Variaciones posteriores de Altman se diseñaron para aplicarlas a compañías privadas (Altman Z'-score) y compañías no manufactureras (Altman Z"-score).
Ni los modelos de Altman ni otros modelos basados en los balances están recomendados para su uso sobre compañías financieras, por la opacidad de estas compañías en sus balances y el uso frecuente de partidas fuera del balance.
Los modernos modelos académicos de predicción de bancarrotas se basan fuertemente en datos del mercado en vez de las ratios contables predominantes en el Altman Z-score.

## Definiciones de los componentes del Z-score original
X1=capital circulante / activos totales
X2=ganancias retenidas / activos totales
X3=ganancias antes de impuestos e intereses / activos totales
X4=capitalización bursátil / pasivo total
X5=ventas / activos totales
Z-score modelo de bancarrota:
Z=1.2X1 + 1.4X2 + 3.3X3 + 0.6X4 + 1X5
Zonas de discriminación:
Z > 2.99 – zona "segura"
1.81 < Z < 2.99 – zona "gris"
Z < 1.81 – zona "peligrosa"

## Z-score calculado para no manufactureras y mercados emergentes
X1=(activos actuales − pasivo actual) / activos totales
X2=ganancias retenidas / activos totales
X3=ganancias antes de impuestos e intereses / activos totales
X4=capitalización bursátil / pasivo total
Z-score modelo de bancarrota (no manufactureras):
Z=6.56X1 + 3.26X2 + 6.72X3 + 1.05X4
Z-score modelo de bancarrota (mercados emergentes):
Z=3.25 + 6.56X1 + 3.26X2 + 6.72X3 + 1.05X4
Zonas de discriminación:
Z > 2.6 – zona "segura"
1.1 < Z < 2.6 – zona "gris"
Z < 1.1 – zona "peligrosa"

## Ejemplos

### Mayores bancarrotas de compañías internacionales de julio de 2007 a octubre de 2011
| Mayores bancarrotas de compañías internacionales de julio de 2007 a octubre de 2011 | Mayores bancarrotas de compañías internacionales de julio de 2007 a octubre de 2011 | Mayores bancarrotas de compañías internacionales de julio de 2007 a octubre de 2011 | Mayores bancarrotas de compañías internacionales de julio de 2007 a octubre de 2011 | Mayores bancarrotas de compañías internacionales de julio de 2007 a octubre de 2011 | Mayores bancarrotas de compañías internacionales de julio de 2007 a octubre de 2011 | Mayores bancarrotas de compañías internacionales de julio de 2007 a octubre de 2011 | Mayores bancarrotas de compañías internacionales de julio de 2007 a octubre de 2011 | Mayores bancarrotas de compañías internacionales de julio de 2007 a octubre de 2011 | Mayores bancarrotas de compañías internacionales de julio de 2007 a octubre de 2011 | Mayores bancarrotas de compañías internacionales de julio de 2007 a octubre de 2011 | Mayores bancarrotas de compañías internacionales de julio de 2007 a octubre de 2011 |
| Compañía                                                                            | Pasivo                                                                              | Fecha quiebra                                                                       | Z-Score                                                                             | Z-Score                                                                             | Z-Score                                                                             | Z-Score                                                                             | Z-Score                                                                             | Calificación en la quiebra                                                          | Calificación en la quiebra                                                          | Calificación en la quiebra                                                          | Consecuencias                                                                       |
| ----------------------------------------------------------------------------------- | ----------------------------------------------------------------------------------- | ----------------------------------------------------------------------------------- | ----------------------------------------------------------------------------------- | ----------------------------------------------------------------------------------- | ----------------------------------------------------------------------------------- | ----------------------------------------------------------------------------------- | ----------------------------------------------------------------------------------- | ----------------------------------------------------------------------------------- | ----------------------------------------------------------------------------------- | ----------------------------------------------------------------------------------- | ----------------------------------------------------------------------------------- |
|                                                                                     | en miles de millones USD                                                            |                                                                                     | año quiebra                                                                         | 1 año antes quiebra                                                                 | 2 años antes quiebra                                                                | 3 años antes quiebra                                                                | 4 años antes quiebra                                                                | S&P                                                                                 | Moody's                                                                             | Fitch                                                                               |                                                                                     |
| Bear Stearns                                                                        | 387                                                                                 | 31 de julio de 2007                                                                 | 0.29                                                                                | -0.79                                                                               | 0.45                                                                                | 0.4                                                                                 | 0.36                                                                                | AA a A                                                                              | A1 a A2                                                                             |                                                                                     | Adquirida por JP Morgan Chase                                                       |
| AIG                                                                                 | 807                                                                                 | 16 de septiembre de 2008                                                            | -1.03                                                                               | -0.07                                                                               | -0.02                                                                               | 0.42                                                                                | 0.23                                                                                | AA- a A-                                                                            | A1 a A2                                                                             | AA- a A-                                                                            | Rescatada por el Gobierno EE. UU.                                                   |
| Lehman Brothers                                                                     | 392                                                                                 | 23 de septiembre de 2008                                                            | 0.06                                                                                | 0.09                                                                                | 0.03                                                                                | -0.03                                                                               | 0.29                                                                                | AA, A1                                                                              | P1 & A1                                                                             | AA-- & F1+                                                                          | Bancarrota                                                                          |
| Washington Mutual Bank                                                              | 303                                                                                 | 25 de septiembre de 2008                                                            | -0.35                                                                               | -0.3                                                                                | -0.07                                                                               | -0.13                                                                               | -0.3                                                                                | A- & A2                                                                             | Baa1 & P2                                                                           | A- & F2                                                                             | Adquirida por JP Morgan Chase                                                       |
| Ford                                                                                | 132                                                                                 | 6 de abril de 2009                                                                  | 1.32                                                                                | 1.03                                                                                | 1.23                                                                                | 1                                                                                   | 1.29                                                                                | CC                                                                                  | Caa1, B3                                                                            | CCC, BB                                                                             | Revivida                                                                            |
| MF Global                                                                           | 51                                                                                  | 31 de octubre de 2011                                                               | 0.23                                                                                | 0.47                                                                                | 0.37                                                                                | 0.41                                                                                | 0.46                                                                                |                                                                                     | Baa2 a Caa                                                                          | BBB a BB+                                                                           | Bancarrota                                                                          |

### Mayores bancarrotas de compañías indias de abril de 2005 a marzo de 2013
| Mayores bancarrotas de compañías indias de abril de 2005 a marzo de 2013 | Mayores bancarrotas de compañías indias de abril de 2005 a marzo de 2013 | Mayores bancarrotas de compañías indias de abril de 2005 a marzo de 2013 | Mayores bancarrotas de compañías indias de abril de 2005 a marzo de 2013 | Mayores bancarrotas de compañías indias de abril de 2005 a marzo de 2013 | Mayores bancarrotas de compañías indias de abril de 2005 a marzo de 2013 | Mayores bancarrotas de compañías indias de abril de 2005 a marzo de 2013 | Mayores bancarrotas de compañías indias de abril de 2005 a marzo de 2013 | Mayores bancarrotas de compañías indias de abril de 2005 a marzo de 2013 | Mayores bancarrotas de compañías indias de abril de 2005 a marzo de 2013 |
| Compañía                                                                 | Pasivo                                                                   | Fecha quiebra                                                            | Z-Score                                                                  | Z-Score                                                                  | Z-Score                                                                  | Z-Score                                                                  | Z-Score                                                                  | Calificación en la quiebra                                               | Consecuencias                                                            |
| ------------------------------------------------------------------------ | ------------------------------------------------------------------------ | ------------------------------------------------------------------------ | ------------------------------------------------------------------------ | ------------------------------------------------------------------------ | ------------------------------------------------------------------------ | ------------------------------------------------------------------------ | ------------------------------------------------------------------------ | ------------------------------------------------------------------------ | ------------------------------------------------------------------------ |
|                                                                          | en Crore                                                                 |                                                                          | año quiebra                                                              | 1 año antes quiebra                                                      | 2 años antes quiebra                                                     | 3 años antes quiebra                                                     | 4 años antes quiebra                                                     |                                                                          |                                                                          |
| Arvind Products                                                          | 251.8                                                                    | 10 de febrero de 2009                                                    | 1.58                                                                     | 1.93                                                                     | 2.14                                                                     | 1.61                                                                     | 1.73                                                                     | CRSIL BBB                                                                | Reestructurada                                                           |
| Ansal Properties & Infraestructure                                       | 1359                                                                     | 5 de octubre de 2009                                                     | 2.3                                                                      | 3.21                                                                     | 4.22                                                                     | 4.85                                                                     | 3.06                                                                     | Fitch BBB                                                                | Reestructurada                                                           |
| Kingfisher Airlines Limited                                              | 4105.88                                                                  | 1 de diciembre de 2011                                                   | -2.36                                                                    | 1.85                                                                     | 0.61                                                                     | 0.79                                                                     | 1.93                                                                     | CRISIL D                                                                 | No operativa                                                             |
| Royal Orchid Hotel Limited                                               | 220                                                                      | 31 de marzo de 2012                                                      | 0.77                                                                     | 1.06                                                                     | 1.17                                                                     | 1.62                                                                     | 2.17                                                                     | ICRA BBB+                                                                | Reestructurada                                                           |
| Deccan Chronicle Holdings                                                | 3902                                                                     | 2 de julio de 2012                                                       | -0.12                                                                    | 2.74                                                                     | 3.01                                                                     | 2.54                                                                     | 2.77                                                                     | Care A1                                                                  | Activos vendidos por los bancos                                          |
| Suzlon Energy Limited                                                    | 10948                                                                    | 17 de junio de 2012                                                      | -0.11                                                                    | 1.23                                                                     | 1.28                                                                     | 1.19                                                                     | 1.24                                                                     | ICRA BBB- a D                                                            | Reestructurada                                                           |

Arvind Products, Suzlon, Royal Orchid Hotel y Deccan Chronicle Holding y Ansal Properties tenían buenas calificaciones unos pocos días antes de la bancarrota. El Altman Z-score predijo la bancarrota en los casos de Royal Orchid, Arvind Products y Suzlon Energy, que no estaban reflejados en las calificaciones. Esto mostró que el sencillo método de Altman Z-score era más informativo que las calificaciones de las agencias calificadoras.

### Fabricantes de automóviles
|                | en miles de millones USD |       |      |      |
| Tesla          | 940                      | 20.07 | Ba1  | BB+  |
| Toyota         | 220                      | 1.58  | A1   | A+   |
| Volkswagen     | 76                       | 1.17  | A3   | BBB+ |
| Mercedes-Benz  | 67                       | 1.34  | A3   | A-   |
| Ford           | 65                       | 1.28  | Ba2  | BB+  |
| General Motors | 57                       | 1.15  | Baa3 | BBB  |
| Stellantis     | 48                       | 1.88  | Baa3 | BBB  |
| Honda          | 46                       | 1.66  | A3   | A-   |
| Hyundai        | 18                       | 1.18  | Baa1 | BBB+ |
| Nissan         | 15                       | 1.33  | Baa3 | BBB- |
| Renault        | 9                        | 0.59  | Ba2  | BB+  |

La discrepancia entre las calificaciones de las agencias calificadoras y el Altman Z-score fue resaltada en agosto de 2022 cuando Tesla tenía un Altman Z-score de 20.07, siendo la mayor de las 28 grandes empresas cotizadas en el mundo, mientras que Moody's la calificaba como Ba1, la tercera por la cola, y S&P la calificaba como BB+, la tercera por la cola.